# Hynobius shinichisatoi
Espèce
Hynobius shinichisatoi est une espèce d'urodèles de la famille des Hynobiidae.

## Répartition
Cette espèce est endémique de Kyūshū au Japon. Elle se rencontre dans les préfectures de Miyazaki d'Oita et de Kumamoto de 550 à 1 400 m d'altitude dans les monts Sobo-Katamuki.

## Étymologie
Cette espèce est nommée en l'honneur de Shinichi Sato.

## Publication originale
- Nishikawa & Matsui, 2014 : Three new species of the salamander genus Hynobius (Amphibia, Urodela, Hynobiidae) from Kyushu, Japan. Zootaxa, no 3852, p. 203–226.